# 大叶七叶树
大叶七叶树（学名：Aesculus megaphylla）是无患子科七叶树属的植物，为中国的特有植物。分布于中国大陆的云南省等地，常生长在潮湿杂木林中，目前已由人工引种栽培。